# Oliver-Sven Buder
Oliver-Sven Buder (* 23. Juni 1966 in Steinheidel-Erlabrunn) ist ein ehemaliger deutscher Leichtathlet, der in den 1990er Jahren bis 2000 zu den weltbesten Kugelstoßern gehörte. Die Höhepunkte seiner Karriere waren die Leichtathletik-Weltmeisterschaften 1997 und 1999, bei denen er jeweils die Silbermedaille gewann. Bis 1990 startete er für die DDR.
Oliver-Sven Buder wuchs in Niederlungwitz (Sachsen) auf. Er begann als Kind mit der Leichtathletik, wurde als Talent entdeckt und zur Kinder- und Jugendsportschule nach Karl-Marx-Stadt geschickt.
Er startete in der DDR-Zeit für den SC Karl-Marx-Stadt (1990 umbenannt in SC Chemnitz). Nach der deutschen Wiedervereinigung wechselte er zum TV Wattenscheid (Trainer: Günther Stolz, Miroslav Jasinski), 2001 zum MTV Ingolstadt (Trainer: Joachim Lipske). In seiner aktiven Zeit war er 2,00 m groß und wog 125 kg.
Oliver-Sven Buder begann 1986 ein Bergbau-Ingenieurstudium. 1990 brach er es ab. Später begann er eine Bankkaufmann-Ausbildung und wechselte dann zum Industriekaufmann. Oliver-Sven Buder ist geschieden. 2003 beendete er nach langer Verletzungspause seine aktive Leichtathletik-Karriere.
Für den America’s Cup 2007 wechselte er die Sportart und startet als Grinder für die deutsche Kampagne United Internet Team Germany in der Segelcrew um Jesper Bank.

## Erfolge
- 1985, Junioreneuropameisterschaften: Platz 1 (19,34 m)
- 1990, Europameisterschaften: Platz 2 (21,01 m)
- 1991, Weltmeisterschaften: Platz 4 (20,10 m)
- 1993, Weltmeisterschaften: Platz 7 (19,74 m)
- 1994, Europameisterschaften: Platz 16 in der Qualifikation
- 1995, Weltmeisterschaften: Platz 6 (20,11 m)
- 1996, Olympische Spiele: Platz 5 (20,51 m)
- 1997, Weltmeisterschaften: Platz 2 (21,24 m)
- 1998, Europameisterschaften: Platz 2 (20,98 m)
- 1999, Weltmeisterschaften: Platz 2 (21,42 m)
- 2000, Olympische Spiele: Platz 8 (20,18 m)